# Onorificenze albanesi
Elenco delle onorificenze e degli ordini di merito e cavallereschi distribuiti dall'Albania, sia durante il periodo regio che nel periodo repubblicano.

## Principato d'Albania

### Ordini cavallereschi
| Nastro | Onorificenza            |
| ------ | ----------------------- |
|        | Ordine dell'Aquila Nera |

### Medaglie commemorative
| Nastro | Onorificenza                                                  |
| ------ | ------------------------------------------------------------- |
|        | Medaglia per l'ascesa al trono del principe Guglielmo di Wied |

## Regno d'Albania

### Ordini cavallereschi
| Nastro | Onorificenza         |
| ------ | -------------------- |
|        | Ordine della Besa    |
|        | Ordine di Skanderbeg |
|        | Ordine del Coraggio  |

### Medaglie commemorative
| Nastro | Onorificenza                                   |
| ------ | ---------------------------------------------- |
|        | Medaglia in ricordo del trionfo della legalità |

## Repubblica Popolare d'Albania

### Ordini cavallereschi
| Nastro | Onorificenza                          |
| ------ | ------------------------------------- |
|        | Eroe del Popolo                       |
|        | Eroe del Lavoro Socialista            |
|        | Scultore del Popolo                   |
|        | Insegnante del Popolo                 |
|        | Medaglia al merito per gli insegnanti |
|        | Medaglia al merito per gli artisti    |
|        | Artistia del Popolo                   |

## Repubblica d'Albania

### Ordini cavallereschi
| Nastro | Onorificenza                    |
| ------ | ------------------------------- |
|        | Insegna ad onore della nazione  |
|        | Ordine della bandiera nazionale |
|        | Insegna di Skanderbeg           |
|        | Medaglia di Madre Teresa        |
|        | Torcia della democrazia         |
|        | Medaglia di gratitudine         |